# Кавкон (сын Келена)
Кавкон (др.-греч. Καύκωνος) — персонаж древнегреческой мифологии. Сын Келена. Прибыл из Элевсина в Мессению и установил таинства Великих богинь. Это рассказывалось в гимне Мусея к Деметре. Другая могила в Лепрее (Элида). Надгробный памятник в Лепреатиде (Мессения). С его именем связано племя кавконов. Отец Лепрея.
Явился во сне Эпаминонду и Эпителу и сообщил, где найти обряд совершения таинств Великих богинь.